# Janette Deacon
Pour les articles homonymes, voir Deacon.
Janette Deacon (née Buckland, en 1939) est une archéologue, écrivain et professeure sud-africaine. Elle étudie le développement d'outils trouvés dans les sites de grottes dans le Cap occidental.

## Biographie
Deacon est née dans la ville du Cap en 1939. Elle est diplômée de l'Université du Cap en 1960, avec une thèse intitulée The later stone age in Southern Cape, South Africa. Après quoi elle a travaillé comme assistante de recherche de W. J. Talbot. Entre 1962 et 1972, elle donne des conférences à l'Université du Cap. Elle est devenue la cheffe du Département d'Archéologie à l'Université de Stellenbosch en 1971. Deacon a été la rédactrice en chef du South African Archaeological Bulletin de la Société sud-africaine d'archéologie (en), de 1976 à 1993.
Deacon est devenue le premier président de Heritage Western Cape (en) en 2002.
En 2016, elle a obtenu un doctorat honorifique en littérature de l'université du Cap pour ses écrits et ses recherches sur les origines de l'homme en Afrique du Sud.
Elle est l'épouse d'Hilary Deacon (en), également archéologue sud-africain.

## Publications
- « Burkitt's Milestone » (1986) (avec Carmel Schrire)
- « The Indigenous Artefacts from Oudepost » I, a Colonial Outpost of the VOC at Saldanha Bay, Cape (1989) (avec Carmel Schrire)
- My place is the bitterpits" : the home territory of Bleek and Lloyd's /Xam San informants
- African rock art : the future of Africa's past : proceedings of the 2004 International Rock Art Conference, Nairobi
- Arrows as agents of belief amongst the /Xam Bushmen
- Goodwin's legacy
- Human beginnings in South Africa : uncovering the secrets of the Stone Age
- Hunters on the periphery: the ideology of social hierarchies between Khoikhoi and Soaqua
- Late Quaternary palaeoenvironments of southern Africa
- Management guidelines for rock art sites in two wilderness areas in the Western Cape
- My heart stands in the hill
- Some views on rock paintings in the Cederberg

## Prix et distinctions
- 2016: Elle se voir décernée un doctorat honorifique en littérature par l'Université du Cap.